# 鈴木善徳
鈴木 善徳（すずき よしのり、1974年 - ）は、日本の小説家。東洋大学卒業。

## 来歴
1974年に生まれ、茨城県にて育つ。東洋大学に入学し、文学部国文学科（のちの日本文学文化学科）にて学んだ。在学中には竹内清己の指導を受けて同人誌「極光」に参加、優秀論文に選出されるなどの活躍を見せ、1997年に同大学を卒業した。
大学卒業後は、出版社、専門学校、広告代理店などで勤務した。その後、フリーライターとして執筆活動を行うなか、2011年、「髪魚」にて、第113回文學界新人賞を受賞した。翌年、『文學界』誌上にて発表した「河童日誌」にて、第147回芥川龍之介賞候補となった。

## 作風
文學界新人賞を受賞した「髪魚」は、作中に人魚が登場するなど、民俗学の要素を取り入れている。また、芥川龍之介賞候補ともなった「河童日誌」には、河童が取り上げられている。
芥川龍之介賞の審査においては、選考委員の村上龍が「欠点も目立つ作品」としつつも、「イントロが面白かった」と評したうえで「きわめて奇妙で非科学的なことが、医師の目を通して淡々と描かれているのも好感を持った」として「△で推した」とされている。だが、他の選考委員の賛同を得られなかったため、受賞には至らなかった。同じく選考委員の堀江敏幸は「伏線の張り方が丁寧で、声にならない笑いもある」と評するも、展開が先読みできてしまうと指摘している。そのうえで、作者の鈴木について「もっと規模の大きな『物語』を書ける人だと思う」と評している。また、選考委員の山田詠美は「山場もなく意味もなく落ちもなく……はっ、これって新種の『やおい』なのか!? と、いうより、純文学って、元々そう思われてる!?」と困惑しつつも、河童について「もう少し気を引く存在にして欲しかった」などの要望や指摘を行っている。同様に、選考委員の島田雅彦も河童の存在について言及しており、「肝心の河童が名詞のまま、発展しない。何のアレゴリーにもメタファーにもなっていない」と述べている。

## 略歴
- 1974年 - 茨城県行方市（旧・麻生町）にて誕生。
- 1997年 - 東洋大学文学部卒業。

## 賞歴
- 2011年 - 文學界新人賞。

## 小説
- 「髪魚」（『文學界』2011年12月号）
- 「河童日誌」（『文學界』2012年5月号）
- 「二十三日の灰」（『文學界』2014年6月号）
- 「じゃあぼ」（『文學界』2014年12月号）
- 「たらちね」（『文學界』2016年2月号）
- 「天使の断面」（『文學界』2017年6月号）

## 作詞
- 少女閣下のインターナショナル「Nowhere on-do」（アルバム『殺人事件』収録） - グループのメンバー兼運営だった里咲りさとは友人である[8]。

### 註釈
1. ↑  山田詠美の文には、題名が鉤括弧付きで“「選評」”と記載されている。そのため、本記事の脚注の括弧内では、二重鉤括弧にて表記した。なお、『文藝春秋』の同じ号に掲載された村上龍の文章には、題名が鉤括弧なしで“選評”と記載されている。